# Homoaffektivität

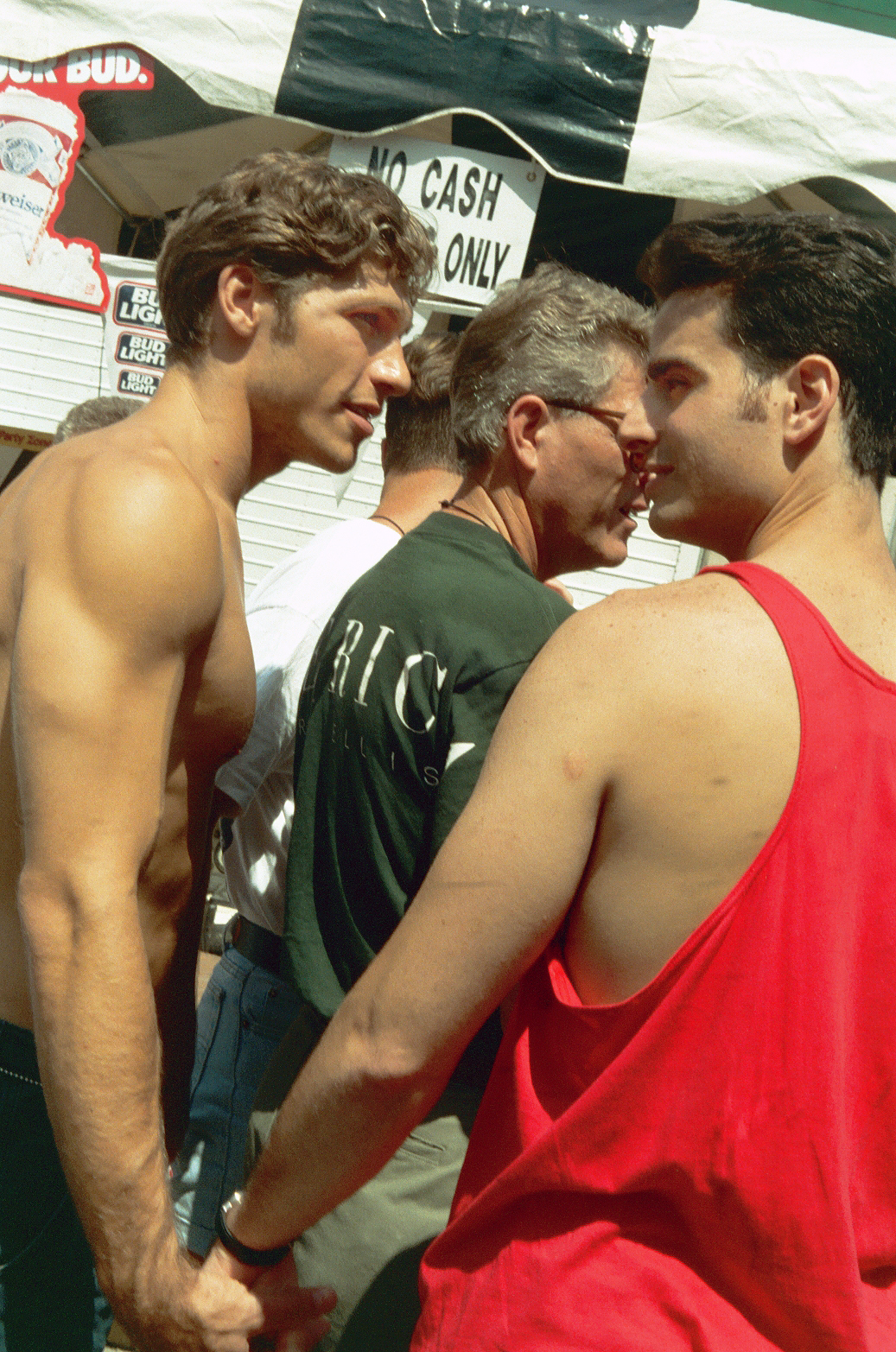
Händchenhalten zweier Männer als homoaffektiver Akt (1993)

Homoaffektivität stellt einen neologistischen Begriff dar, der den Ausdruck von Zuneigung sowie Wertschätzung zwischen Individuen des gleichen Geschlechts umfassend beschreibt. Dazu gehören die Emotionen und Gefühle, die sowohl von einem Mann zu einem anderen Mann als auch von einer Frau zu einer anderen Frau ausgedrückt werden können. Diese Ausdrücke haben nicht zwangsläufig eine erotische (Homoerotik) oder sexuelle (Homosexualität) Konnotation. Vielmehr dienen sie der konzeptionellen Differenzierung von Handlungen zwischen Personen gleichen Geschlechts, die unterschiedliche Implikationen und Kontexte aufweisen. Das Konzept der Homoaffektivität wird in unterschiedlichen Disziplinen, wie den Sozialwissenschaften, insbesondere in der Psychologie und Soziologie, dem Rechtswesen, insbesondere im Familienrecht, sowie in der Theologie, eingehend untersucht und angewendet.

## Beschreibung
Die ersten formalen Studien, die Homoaffektivität erwähnen, entstanden im Rahmen der Analyse des Verhaltens zwischen Menschen des gleichen Geschlechts zu Beginn des 21. Jahrhunderts.
Die brasilianische Juristin und Schwulenaktivistin Maria Berenice Dias war die erste, die den Begriff prägte und ihn im Rechtsbereich anwendete, um die Stigmatisierung zweier Menschen gleichen Geschlechts, die in Brasilien eine stabile und dauerhafte emotionale Bindung pflegen, zu beseitigen.
Der Begriff „Homosozialität“ wird für vergleichbare Zwecke verwendet, bezieht sich jedoch auf einen unterschiedlichen Geltungsbereich und umfasst sämtliche Arten von Interaktionen zwischen LGBT-Personen, unabhängig von deren emotionalem Charakter.
Homoaffektive Handlungen umfassen beispielsweise Küsse, Umarmungen, Zärtlichkeiten, das Hand-in-Hand-Gehen sowie liebevolle Worte zwischen Personen des gleichen Geschlechts. Diese Handlungen können von Individuen jeglicher sexuellen Orientierung ausgeführt werden. Mit anderen Worten: Zwei Menschen gleichen Geschlechts können sich gegenseitig auf die Wange küssen, umarmen und so gegenseitige Zuneigung ausdrücken, ohne unbedingt homo- oder bisexuell zu sein. Je nach Kontext und Zeitpunkt werden diese Handlungen mehr oder weniger gesellschaftlich toleriert. Der Begriff wurde auch in die Geschlechterforschung aufgenommen, in der es um die Brüderlichkeit und Wertschätzung geht, die eine Person des gleichen Geschlechts für einen oder alle Menschen ihres Geschlechts empfinden kann. Ein Paradox der Homoaffektivität besteht darin, dass solche Handlungen in bestimmten öffentlichen Räumen abhängig von der sexuellen Orientierung derjenigen, die sie ausführen, toleriert werden. In vielen muslimischen Ländern ist es beispielsweise üblich, dass zwei Freunde, die als heterosexuell gelten, sich öffentlich küssen oder umarmen. Allerdings wird eine ähnliche Handlung zwischen zwei homosexuellen Männern nicht in gleichem Maße akzeptiert.
Im Kontext der Asexualität erlangen homoaffektive Handlungen an Bedeutung, da sie als Bestandteil einer Praxis verstanden werden können, die nicht als sexuell gilt und eng mit romantischen Orientierungen verbunden ist.
Im deutschsprachigen Raum berichtete die deutsche Presse im Jahr 2022 über den Fall zweier deutscher Männer, einer heterosexuell und der andere homosexuell, die Videos über ihre emotionalen Beziehungen und homoaffektiven Handlungen zueinander produzierten. Diese Videos, die keinen sexuellen oder erotischen Inhalt aufwiesen, wurden in sozialen Netzwerken veröffentlicht.